# Arte rupestre de la Ruta los Estrechos

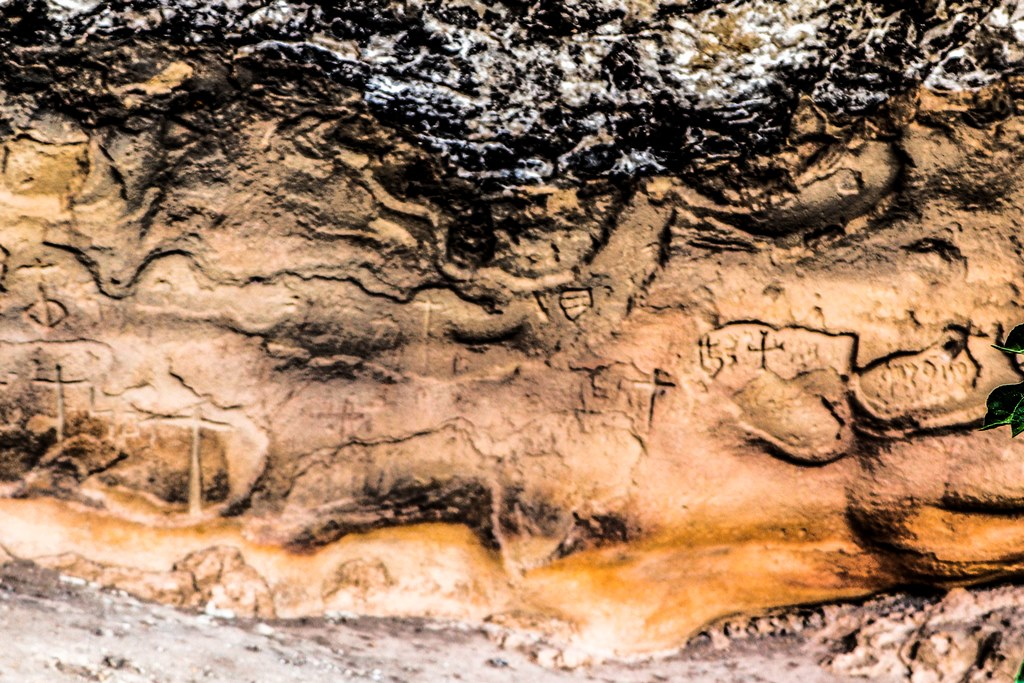
Grabados rupestres del Covacho de los Chaparros II

El arte rupestre de la Ruta los Estrechos es una secuencia de grabados y pinturas rupestres en el término municipal de Albalate del Arzobispo (Provincia de Teruel, España). Forma parte del conjunto del Arte rupestre del arco mediterráneo de la península ibérica declarado Patrimonio de la Humanidad por la UNESCO en el año 1998 (refs. 874.594-874.598).

## La Ruta de los Estrechos
La Ruta de los Estrechos lleva varias manifestaciones de arte rupestre entre los espectaculares barrancos esculpidos por el río Martín en la roca de la Sierra de Arcos en plena corazón del parque cultural del Río Martín. Se trata de un recorrido de 8,3 km bien señalizado con salida y llegada en el puente del Batán entre Albalate del Arzobispo y Ariño por la carretera A-1401.

## Descripción de los paneles

### Los Chaparros
Los paneles de los Chaparros están compuestos por diversas cavidades de escasa profundidad que contienen pinturas rupestres de distintas épocas. Se distinguen pinturas de trazos finos geométricos del estilo lineal-geométrico y de color rojo claro y desvaído que serían las más antiguas. Sobre ellas se superponen otras figuras levantinas, que oscilan entre un color rojo violáceo y vivo. En los extremos del abrigo se encuentran figuras esquemáticas. Contiene representaciones de figuras arboriformes, cuadrúpedos, arqueros, mujeres embarazadas y signos esquemáticos.
El covacho de los Chaparros II contiene un panel con grabados rupestres. Se trata de una veintena de motivos como cifras y letras sueltas, barras, cruces latinas, grabados por picado y abrasión. Representan nociones pastoriles y están datados entre el final de la Edad Media y el siglo XIX.

### Los Estrechos
Los abrigos de Los Estrechos están compuestos por varios paneles con figuras en rojo y negro, levantinas y esquemáticas con representaciones de antropomorfos montados sobre cuadrúpedos, junto a otros personajes.